# Salvatore Pagliuca
Salvatore Pagliuca (Muro Lucano, 16 aprile 1895 – 5 luglio 1973) è stato un politico italiano, deputato per la Democrazia Cristiana nella I e nella II legislatura.

## Biografia
Salvatore Pagliuca nasce a Muro Lucano, in provincia di Potenza, il 16 aprile 1895. Si laurea in giurisprudenza e diventa avvocato, aprendo nel 1920 il suo studio legale.
Viene eletto deputato nel collegio di Potenza alle elezioni del 1948 e quelle del 1953, rimanendo in carica fino al 1958.
Nel film Accattone del 1961 di Pier Paolo Pasolini compare un criminale con lo stesso nome di Pagliuca. L'anno seguente questo fa causa al regista e e alla società Arco film chiedendo il risarcimento dei danni morali e l'eliminazione del nome dal film, ottenendo il risarcimento dei soli danni materiali. Pasolini citerà il politico nella poesia Poeta delle Ceneri.
Muore il 5 luglio 1973.

## Componente di organi parlamentari
- Componente della III Commissione (Giustizia) della Camera dei deputati dall'11 giugno 1948 al 1º luglio 1949
- Componente della V Commissione (Difesa) della Camera dei deputati dal 1º luglio 1949 al 24 giugno 1953
- Componente della V Commissione (Difesa) della Camera dei deputati dal 1º luglio 1953 all'11 giugno 1958